# Clidemia epiphytica
Clidemia epiphytica är en tvåhjärtbladig växtart som först beskrevs av José Jéronimo Triana, och fick sitt nu gällande namn av Célestin Alfred Cogniaux. Clidemia epiphytica ingår i släktet Clidemia och familjen Melastomataceae. Utöver nominatformen finns också underarten C. e. trichocalyx.